# Adams Station (California)
Adams Station es un área no incorporada ubicada en el condado de Del Norte en el estado estadounidense de California.

## Geografía
Adams Station se encuentra ubicada en las coordenadas 41°50′33″N 123°59′33″O / 41.84250, -123.99250.